# Johann Michael Wittmer

Johann Michael Wittmer (født 15. oktober 1802 i Murnau, Oberbayern, død 9. maj 1880 i München) var en tysk maler.
Wittmer var elev af Johann Peter von Langer ved Münchens Akademi. Efter en kortere virksomhed i München, hvor han arbejdede med Glyptotekets fresker og Odeon samt malede et alterbillede for Isseldorf tog han 1828 til Rom. Sammen med kronprins Max af Bayern var han over Syditalien på lange rejser i
Grækenland, Lilleasien og Konstantinopel; han udnyttede sine mange rejsestudier, da han kom tilbage til Rom, hans fremtidige hovedopholdssted. Til Münchens Pinakotek kom blandt andet Hyrdernes tilbedelse, til Thorvaldsens Museum Æsop fortæller fabler (1841).